# Jezper Söderlund
Jezper Söderlund, född 27 augusti 1980, är en svensk musikproducent och musiker som är känd under artistnamnet Airbase. Hans experimenterande med elektronisk musik började 1994 efter att han introducerats till ett digitalt sequencer-program vid namn Scream Tracker. Sedan 2004 har han främst använt sequencern Ableton Live. Han är även känd för sina guider på YouTube med information om hur man använder Ableton Live.

## Biografi
Vad som först började som en hobby blev senare en karriär inom trance-scenen. Hans populära verk inkluderar remixer och egna trancelåtar sedan sitt första skivkontrakt 2001. Det är vanligt att artister använder flera alias, Jezper Söderlund har använt flera andra pseudonymer så som Scarab, First & Andre (tillsammans med sin bror), Ozone, Moon, Inner State, J., J.E.Z.P., J.L.N.D., JZ, Loken, Mono, Narthex, One Man Army, Parc, Rah, and Mika J. Sedan 2005 har han nästan uteslutande använt Airbase.
Han fortsätter att influera och influeras av andra artister. I april 2007 släppte Tiësto sitt femte soloalbum Elements of Life. Under releasepartyt spelade han "Medusa", en mix av Airbase. Därefter släppte Airbase en remix av Tiëstos sång: "Break My Fall".
I juni 2009 påbörjade Jezper Söderlund arbetet med sitt första fullängdsalbum, We Might Fall. Albumet släpptes 21 februari 2011.
Han är även värd för radioprogrammet Touchdown Airbase på webbradiokanalen DI.FM.
Tillsammans med sin bror, Andre Söderlund, komponerade Jezper 2005 "Anthem" till dansevenemanget Sensation i Belgien under namnet First and Andre med "Widescreen".
Jezper Söderlund är även känd som en av de tre grundarna av communityn Trance.nu. Han har även skapat layout och grafik på webbplatsen.
Söderlund var en av rösterna i den sedan december 2021 nedlagda podden "En podd om teknik".

## Diskografi
- Airbase - Collection (Self-Released - No Label)
  - Parc - Nangiala
  - JZ - Genie II
  - JZ - Maya Bay
  - Parc - Gibson
  - Parc - Silver Cell
  - JZ - My Life
  - Parc - White Feather
  - Airbase - Hypno
  - JZ - Monday P.M.
  - JZ - Monday A.M.
- Airbase - We Might Fall (Intuition)
  - Airbase - Escape (2011 Album Mix)
  - Airbase feat. Floria Ambra - Less Than More
  - Airbase - Sun City
  - Airbase - Asylum
  - Airbase - Sand & Sorrow
  - Airbase - Silent Music For Quiet People
  - Airbase - Last Door On The Left
  - Airbase - We Might Fall
  - Airbase feat. Ilana - Affirmation
  - Airbase feat. Empyreal Sun - 40 Miles
  - Airbase - St. Emilion
- Airbase - August (Airbase / No Label)
- Airbase - Back (Black Hole Recordings)
- Airbase - Emotion (Alphabet City)
- Airbase - Epoch (In Trance We Trust)
- Airbase - Escape / For The Fallen (Intuition)
- Airbase - Garden State / Moorea (Somatic Sense)
- Airbase - Genie (Alphabet City)
- Airbase - Lucid (Moonrising Records)
- Airbase - Modus Operandi (Armada Music)
- Airbase - Mondegreen (Armada Music)
- Airbase - Oil (Flashover Recordings)
- Airbase - One Tear Away / Rest In Peace / Medusa (Intuition)
- Airbase - Panache (Flashover Recordings)
- Airbase - Pandemonium / Ocean Realm (Alphabet City)
- Airbase - Roots (Moonrising Records)
- Airbase - Sinister (Gesture Music)
- Airbase - St. Emilion (Intuition Recordings)
- Airbase - Sun City
- Airbase - Tangerine / Spion (Intuition Recordings)
- Airbase - The Road Not Taken (In Trance We Trust)
- Airbase - Uppercut (Armada Music)
- Airbase - We Might Fall (Intuition Recordings)
- Aligator & Airbase - Resurrection (Aligator Music)
- Airbase & Empyreal Sun - 40 Miles (Intuition Recordings)
- Airbase feat. Floria Ambra - Denial (Black Hole Recordings)
- Airbase feat. Floria Ambra - Interfere (Intuition Recordings)
- Airbase feat. Floria Ambra - Less Than More (Intuition Recordings)
- Airbase feat. Ilana - Affirmation (Intuition Recordings)
- First & André - Cruiser (High Contrast Recordings)
- First & André - Widescreen (High Contrast / Be Yourself Music)
- Inner State - Changes (Gesture Music)
- J. - I Scream / Breaking The Silence (Armada)
- J.L.N.D. - The Sound of Nothing (Kompressed Records)
- Jezper - Monastery Hill (Afterglow Records)
- Jezper - Requiem (Afterglow Records)
- Jezper Söderlund - Angel (Alphabet City)
- Mono - Rise (Mondo Records)
- Narthex - Bully (Discover Dark)
- One Man Army - The Anthem / Ballroom Dancer (J00F)
- Ozone - Ionize (Gesture Music)
- Ozone - Q (Gesture Music)
- Ozone - Rock (Gesture Music)
- Ozone - Rock (Take A Stand) (Gesture Music)
- Rah - Glow / Wave (Platipus Records)
- Rah - Pole Position / Seven (Platipus Records)
- Scarab - Vagabond (Armada Music)
- Scarab vs Inzite - Unity Of Earth 2002 (EMT Design)

## Remixografi
- Above & Beyond - Far From In Love (Airbase Remix)
- Alex Morph - Flaming Clouds (Airbase Remix)
- Anergy vs. Nordlicht - In Music (Airbase Remix)
- Arc In The Sky - Kissed (Airbase pres. Parc Remix)
- Arksun - Arisen (Airbase pres. Parc Remix)
- Armin Van Buuren - Wall Of Sound (Airbase Pres. Parc Remix)
- Arty - Hope (Airbase Remix)
- Avanto - The Flute (Airbase Remix)
- Blank & Jones - Watching The Waves (Moon Remix)
- Calanit - Sculptured (Airbase Remix)
- Carl B - Social Suicide (Airbase Pres. Parc Remix)
- Denleo - Naked (Airbase Remix)
- DJ Stigma & Elusive - The Answer (Scarab Remix)
- Double N - Forever And A Day (Airbase Remix)
- Duderstadt - Mahananda (Airbase Remix)
- Envio - Touched By The Sun (Airbase Remix)
- Gouryella - Ligaya (Airbase Remix)
- iiO - Smooth (Airbase Remix)
- Imogen Heap - The Moment I Said It (Airbase Pres. Scarab Remix)
- Inner Motion - How Did You (Scarab Remix)
- Inner Motion - Seven Seals (Scarab Remix)
- Jacob & Mendez - Moondust (Airbase Remix)
- Jamaster A - Bells Of Tiananmen (Airbase Remix)
- Jamaster A - One Night in Beijing (Airbase Remix)
- Jaron Inc - Nothing To Lose (Airbase Remix)
- John O'Callaghan & Kearney - Restricted Motion (Airbase Remix)
- Kara Sun - Into The Sun (Airbase Remix)
- Kenny Hayes - Daybreaker (Airbase Elektech Remix)
- Labworks - Ibiza Sunrise (Scarab Remix)
- Lennox - Flying Among The Stars (Airbase Remix)
- Leon Bolier - YE (Airbase Remix)
- Lost Witness - Love Again (Airbase Remix)
- Majai - Lightwave (Airbase Remix)
- Marcel Woods - Don't Tar Me With The Same Brush (Airbase Remix)
- Mat Silver & Tony Burt - Ultimate Wave (Airbase Remix)
- Matanka - Near Me (Airbase Remix)
- Matias Lehtola feat. Frida Harnesk - Going Away (Airbase Remix)
- Matt Darey pres. Tekara - I Wanna be an Angel (Airbase Remix)
- Michael Splint feat. Sasha - Secrets Broke My Heart (Airbase Remix)
- Mike Foyle & Signalrunners - Love Theme Dusk (Airbase pres. Parc Remix)
- Nebulus - Destination Paradise (Ozone Remix)
- Nordlicht - In Music (Airbase Remix)
- Pulser - My Religion (Airbase Remix)
- Safri Duo - Rise (Airbase Damage Remix)
- Shane 54 - Valahol (Airbase Remix)
- Simon Paul and Tissot - Love Again (Airbase Remix)
- Solarstone - Solarcoaster (Airbase Remix)
- Stan Void - When You Know (Airbase Remix)
- Sunquest feat. Josie - A Little Bit Special (Airbase Remix)
- Tajana - Badis Theme (Airbase Remix)
- Talla 2XLC - Carry Me (Airbase Remix)
- Tiësto - Elements of Life (Airbase Remix)
- Tiësto feat. BT - Break My Fall (Airbase Remix)
- Under Sun feat. Mark Otten - Capoeira (Scarab Remix)
- Unknown Source - Nadjanema (Airbase Remix)
- Virtual Vault - Boundary (Airbase Remix)
- Yamin feat Marcie - So Tired (Airbase Remix)

## Utnämningar
- 2004 Most Popular Nordic DJ (Megamind)